# Полікарп (префект преторія)
Полікарп (лат. Polycarpus) — східно-римський державний діяч кінця V століття.
Полікарп був уродженцем Беріта, сповідував християнство. Відомо про те, що коли Полікарп перебував у своєму рідному місті наприкінці 480-х років, він співпрацював із Захарієм і Севером (який пізніше став єпископом Антіохійським) для припинення спроб використання магії. Після цього він служив скриніарієм, а потім призначений на посаду префекта преторія Сходу за наказом імператора Анастасія I в 498 році.